# Wskaźnik sercowy
Wskaźnik sercowy (ang. cardiac index, CI, indeks sercowy) - znormalizowana wartość pojemności minutowej serca (CO) przeliczona na powierzchnię ciała.
Można go wyliczyć ze wzoru:
{\displaystyle CI={\frac {CO}{BSA}}={\frac {SV*HR}{BSA}}}
gdzie:

{\displaystyle CI} - wskaźnik sercowy

{\displaystyle CO} - pojemność minutowa serca (ang. cardiac Output)

{\displaystyle BSA} - powierzchnia ciała (ang. body surface area)

{\displaystyle SV} - objętość wyrzutowa serca (ang. stroke volume)

{\displaystyle HR} - częstość akcji serca (ang. heart rate)
Przeciętnie wartość wskaźnika sercowego wynosi 3,2 l/min/m2 (przy założeniu, że przeciętna powierzchnia ciała wynosi 1,7 m², a pojemność minutowa serca = 5,4 l/min).